# District central (Riga)
Pour les articles homonymes, voir District central.
Le District central (letton : Centra rajons) est une division administrative de Riga en Lettonie.

## Présentation
Au 1er janvier 2017, elle compte 23 870 habitants pour une superficie de 3 km2.

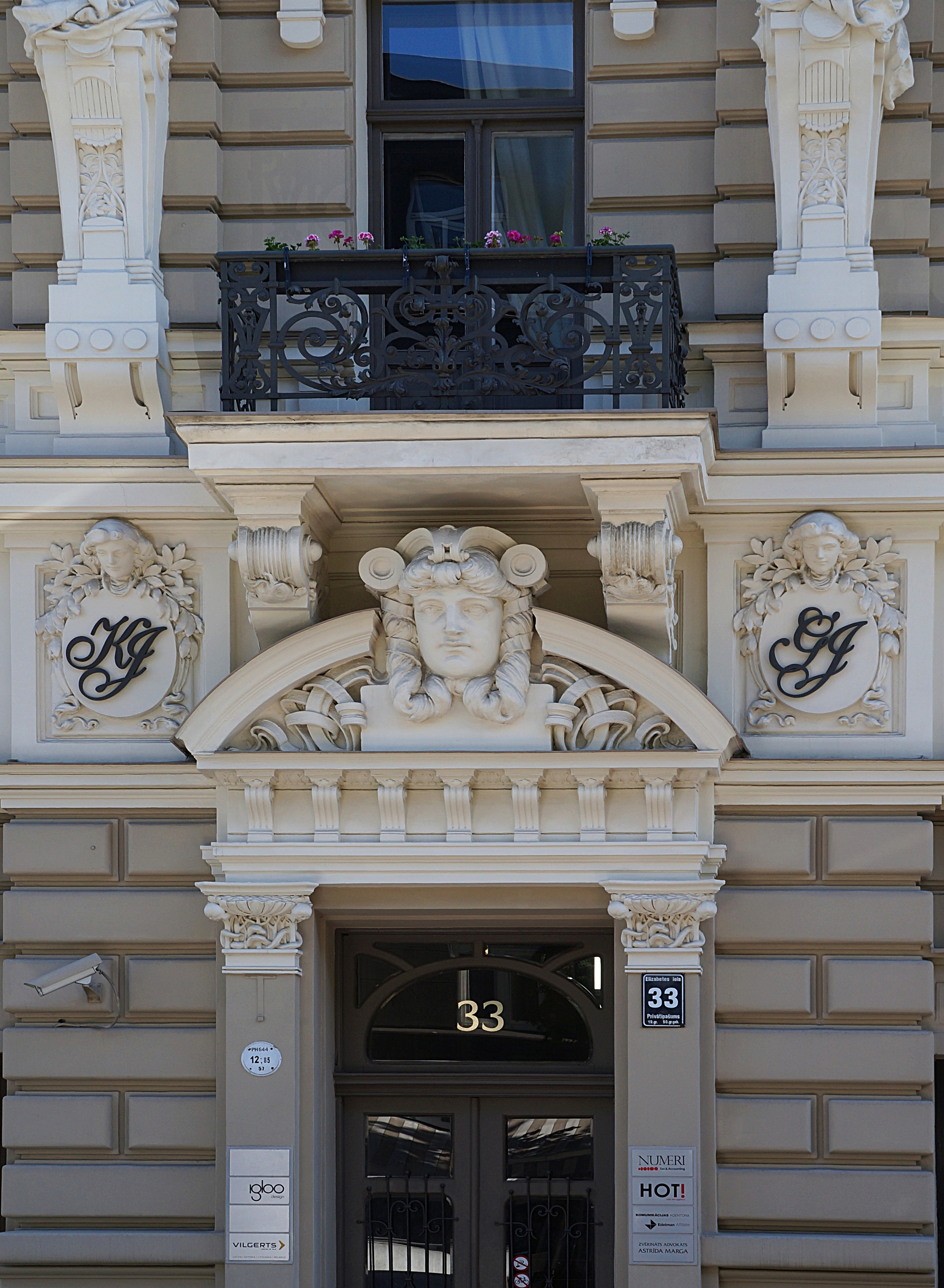
No 33 Elizabetes iela.
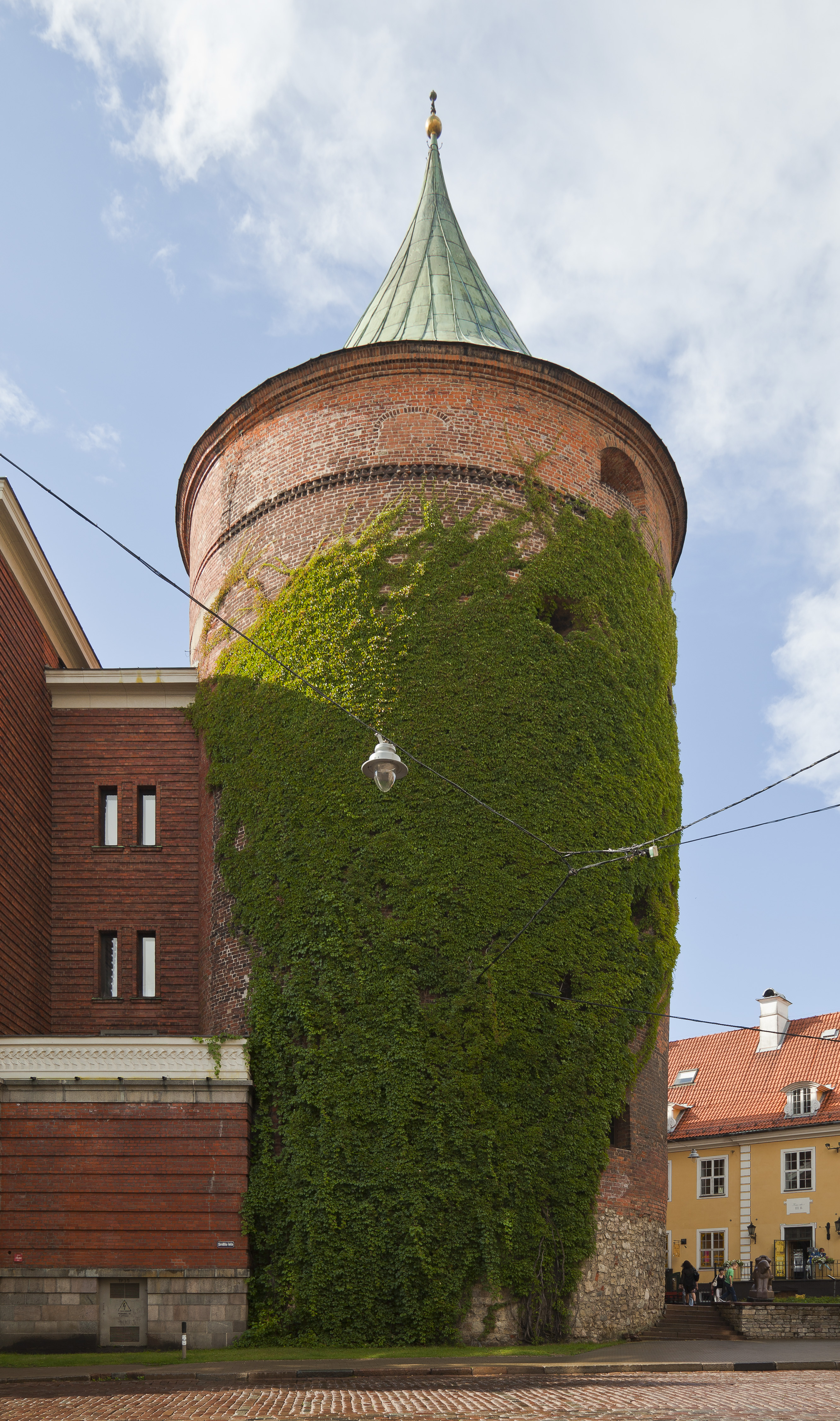
Tour Poudrière de Riga.
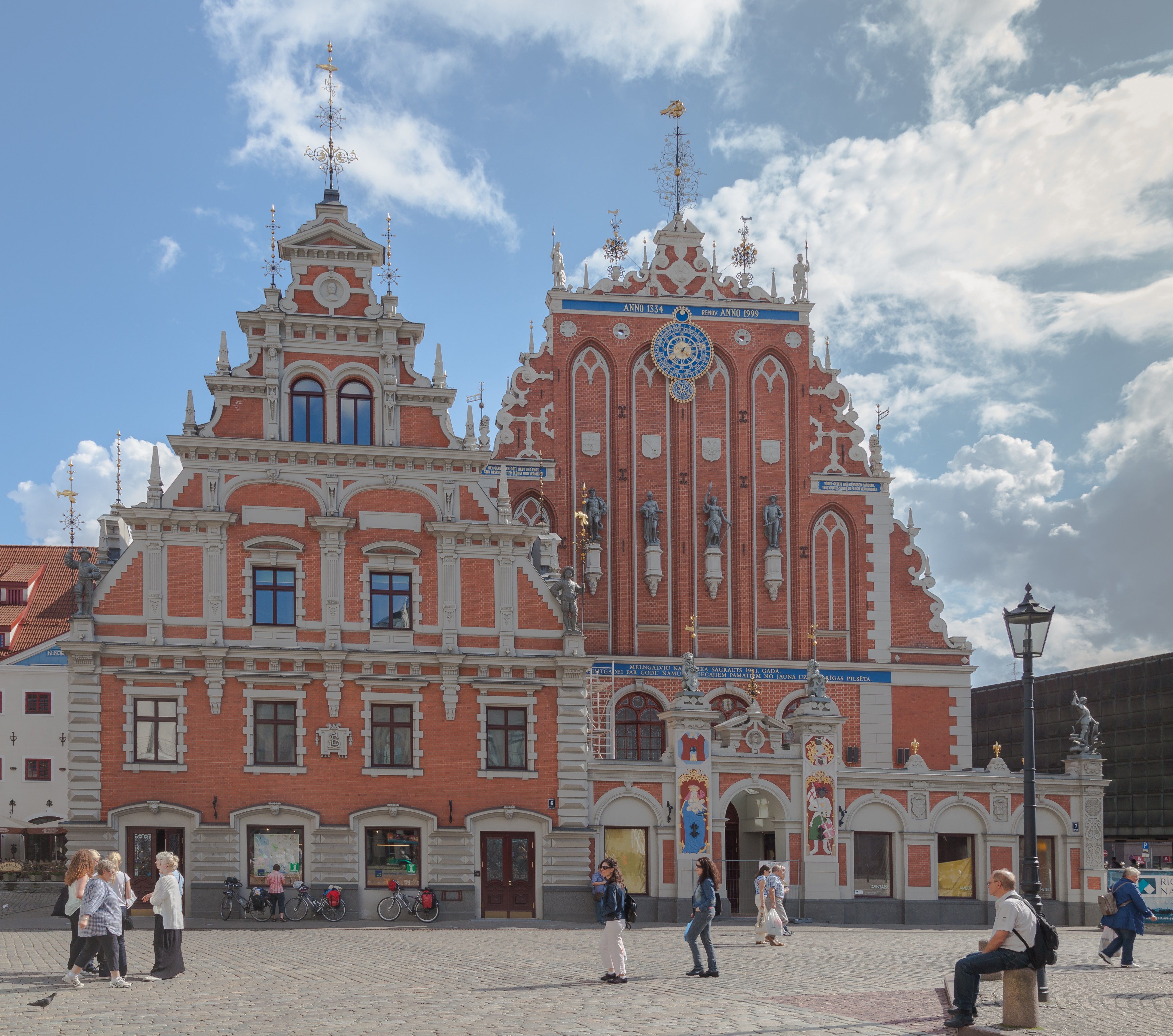
Maison des Têtes noires
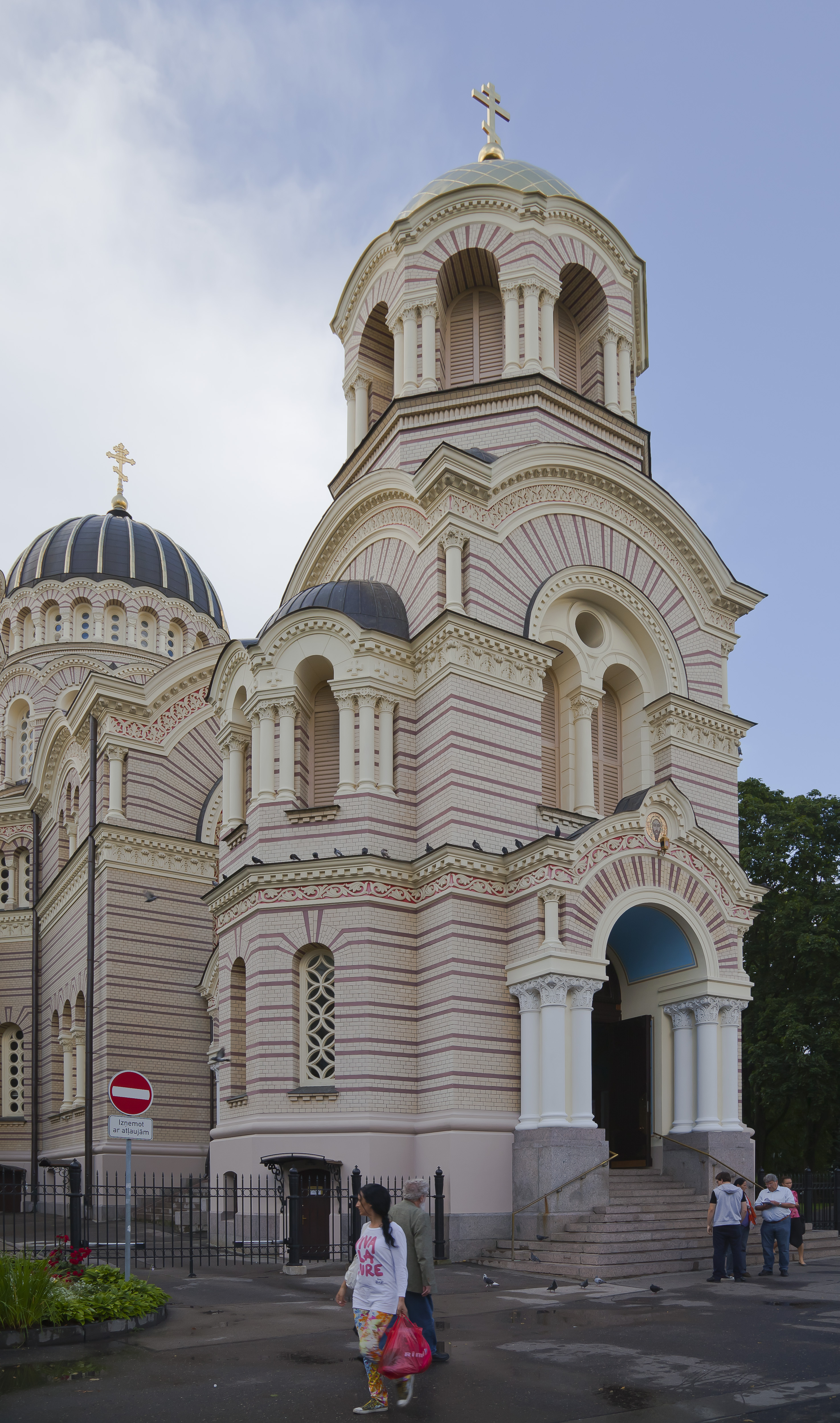
Cathédrale de la Nativité.

## Voisinages
- Centrs (En partie)
- Vecpilsēta
- Grizinkalns (En partie)